# نیتنز فیموس
نیتنز فیموس (انگلیسی: Nathan's Famous) شرکت رستوران‌های زنجیره‌ای آمریکایی است، که در سال ۱۹۱۶ تأسیس شد.